# Joyce Fernanda de Oliveira
Joyce Fernanda de Oliveira (Jundiaí, 24 de junho de 1990) é uma mesatenista paralímpica brasileira. É tricampeã individual nos Jogos Parapan-Americanos. Possui três participações em Jogos Paralímpicos.

## Biografia
Em 2002, com 12 anos, Joyce foi atingida por um ponto de ônibus, que havia caído sobre sua coluna. Ela acabou tendo sua medula partida ao meio, ficando paraplégica. Buscou tratamento na Rede Sarah de Hospitais de Reabilitação, em Brasília.
Antes de conhecer o tênis de mesa, seu maior sonho era ser jogadora de futebol. Ao visitar a AACD, conheceu o esporte paralímpico. Inicialmente, a prática esportiva servia para Joyce se reabilitar e ter mais autonomia. O bom desempenho no tênis de mesa chamou a atenção de um professor, que a incentivou a seguir no esporte.
Sua primeira grande conquista veio em 2007, nos Jogos Parapan-Americanos do Rio de Janeiro. Foi medalha de bronze na categoria por equipes classes 4-5 junto com Maria Passos e Sônia Oliveira.
Disputou os Jogos Parapan-Americanos de 2011, em Guadalajara, onde foi medalha de ouro no individual. Sua estreia em Jogos Paralímpicos aconteceu na edição de 2012, em Londres, onde perdeu para a chinesa Miao Zhang.
Nos Jogos Parapan-Americanos de 2015, em Toronto, conquistou o bicampeonato individual após superar as dores por ter adiado uma cirurgia devido a um parafuso deslocado que atingia um nervo na região lombar. Nos Jogos Paralímpicos de Verão de 2016, no Rio de Janeiro, não saiu da primeira fase.
Voltou a mais um Parapan na edição de 2019, em Lima, quando voltou a conquistar duas medalhas de ouro, no individual e por equipes. Chegou aos Jogos Paralímpicos de Verão de 2020, em Tóquio, motivada pela chegada do filho, Brayan. Conseguiu chegar até as oitavas de final, mas perdeu para a indiana Bhavina Patel.
Em 2022, Joyce venceu o Aberto Paralímpico do Brasil, realizado no Centro de Treinamento Paralímpico Brasileiro, em São Paulo.
Ela está entre os 67 atletas de São Paulo que participarão dos Jogos Parapan-Americanos no Chile 2023.

## Títulos
Jogos Parapan-Americanos
- Bronze (equipes): 2007 (Rio)[2]
- Ouro (individual): 2011 (Guadalajara)[2]
- Ouro (Individual): 2019 (Lima)[2]
- Ouro (equipes): 2019 (Lima)[2]